# Veronica leucothrix
Veronica leucothrix är en grobladsväxtart som beskrevs av Francis Whittier Pennell. Veronica leucothrix ingår i släktet veronikor, och familjen grobladsväxter. Inga underarter finns listade i Catalogue of Life.